# Sulechów (gmina)
Pour les articles homonymes, voir Sulechów (homonymie).
Sulechów est une gmina urbaine-rurale (gmina miejsko-wiejska) ou mixte de la powiat de Zielona Góra, dans la Voïvodie de Lubusz, dans l'ouest de la Pologne.
Son siège administratif (chef-lieu) est la ville de Sulechów, qui se situe environ 18 kilomètres au nord-est de Zielona Góra (siège de la powiat et de la diétine régionale).
La gmina couvre une superficie de 236,66 kilomètres carrés pour une population de 26 588 habitants en 2019.

## Histoire
De 1975 à 1998, la gmina est attachée administrativement à la voïvodie de Zielona Góra.

Depuis 1999, elle fait partie de la voïvodie de Lubusz.

## Géographie
Outre la ville de Sulechów, la gmina inclut les villages et localités de :

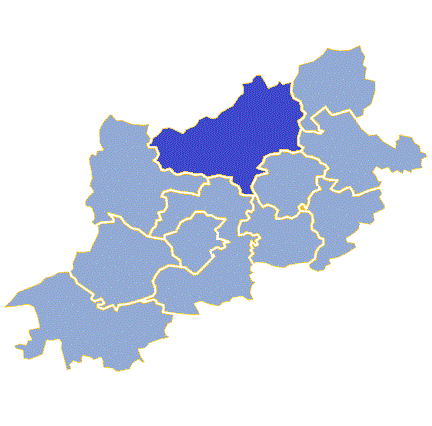
Plan de la gmina

- Boryń
- Brody
- Brzezie (Pomorsko)
- Brzezie (Sulechów)
- Buków
- Cigacice
- Głogusz
- Górki Małe
- Górzykowo
- Kalsk
- Karczyn
- Kije
- Klępsk
- Krężoły
- Kruszyna
- Laskowo
- Łęgowo
- Leśna Góra
- Mozów
- Nowy Klępsk
- Nowy Świat
- Obłotne
- Okunin
- Pomorsko
- Przygubiel
- Szabliska

### Gminy voisines
La gmina de Sulechów est voisine des gminy suivantes :
- Babimost
- Czerwieńsk
- Kargowa
- Skąpe
- Świebodzin
- Szczaniec
- Trzebiechów
- Zabór
- Zielona Góra

## Structure du terrain
D'après les données de 2019, la superficie de la commune de Sulechów est de 236,66 kilomètres carrés, répartis comme telle :
- terres agricoles : 49%
- forêts : 39%

La commune représente 15,02% de la superficie du Powiat de Zielona Góra.

## Démographie
Données du 31 décembre 2018:
| Description        | Total  | Total | Femmes | Femmes | Hommes | Hommes |
| ------------------ | ------ | ----- | ------ | ------ | ------ | ------ |
| Unité              | Nombre | %     | Nombre | %      | Nombre | %      |
| Population         | 26 588 | 100   | 13 555 | 51,5   | 13 033 | 48,5   |
| Densité (hab./km²) | 112    | 112   | 57     | 57     | 54     | 54     |